# Romà Forns
Romà Forns i Saldaña (Barcelona, 1885 – aldaar, 26 april 1942) was een Spaans voetballer en voetbalcoach.

## Loopbaan als voetballer
Forns speelde als aanvaller voor RCD Espanyol (1901-1902), Irish FC (1902-1903), FC Barcelona (1903-1915) en het Catalaans elftal (1905-1912). Met FC Barcelona won hij vijf Catalaanse titels (1905, 1909, 1910, 1911, 1913), drie keer de Copa del Rey (1910, 1912, 1913) en vier keer de Copa de los Pirineos (1910, 1911, 1912, 1913). Bij Barça speelde Forns samen met onder meer Manuel Amechazurra, Paulino Alcántara en Arthur Witty. Forns maakte het eerste doelpunt van FC Barcelona in het nieuwe stadio L'Escopidora op 14 maart 1909.

## Loopbaan als coach
Forns was van 1927 tot 1929 trainer van FC Barcelona. Hij leidde team met onder meer Josep Samitier, Sagi-Barba en Franz Platko naar de Catalaanse titel en winst van de Copa del Rey in 1928. Halverwege het seizoen 1928/1929 werd Forns als hoofdtrainer vervangen door James Bellamy. In de functie van assistent maakte hij het seizoen af, waarin FC Barcelona de eerste editie van de Primera División won.